# Fonction demi-exponentielle
En mathématiques, une fonction demi-exponentielle ou semi-exponentielle est une racine carrée fonctionnelle d'une fonction exponentielle. Autrement dit, une fonction {\displaystyle f} telle que {\displaystyle f} composée avec elle-même donne une fonction exponentielle,:
{\displaystyle f{\bigl (}f(x){\bigr )}=ab^{x},}
pour certaines constantes {\displaystyle a} et {\displaystyle b}.

## Impossibilité d'une forme fermée
Si une fonction {\displaystyle f} est définie à l'aide des opérations arithmétiques standard, de l'exponentiation, des logarithmes et des constantes réelles, alors {\displaystyle f{\bigl (}f(x){\bigr )}} est soit sous-exponentielle, soit super-exponentielle. Ainsi, une fonction L de Hardy ne peut pas être semi-exponentielle.

## Construction
Toute fonction exponentielle peut être écrite comme l'auto-composition {\displaystyle f(f(x))} pour une infinité de choix possibles de {\displaystyle f}. En particulier, pour chaque {\displaystyle A} dans l'intervalle ouvert {\displaystyle ]0,1[} et pour toute fonction continue strictement croissante {\displaystyle g} depuis {\displaystyle [0,A]} sur {\displaystyle [A,1]}, il existe un prolongement de cette fonction vers une fonction continue strictement croissante {\displaystyle f} sur les nombres réels tels que {\displaystyle f{\bigl (}f(x){\bigr )}=\exp x}. La fonction {\displaystyle f} est l'unique solution de l'équation fonctionnelle{\displaystyle f(x)={\begin{cases}g(x)&{\mbox{si }}x\in [0,A],\\\exp g^{-1}(x)&{\mbox{si }}x\in ]A,1],\\\exp f(\ln x)&{\mbox{si }}x>1,\\\ln f(\exp x)&{\mbox{si }}x<0.\\\end{cases}}}

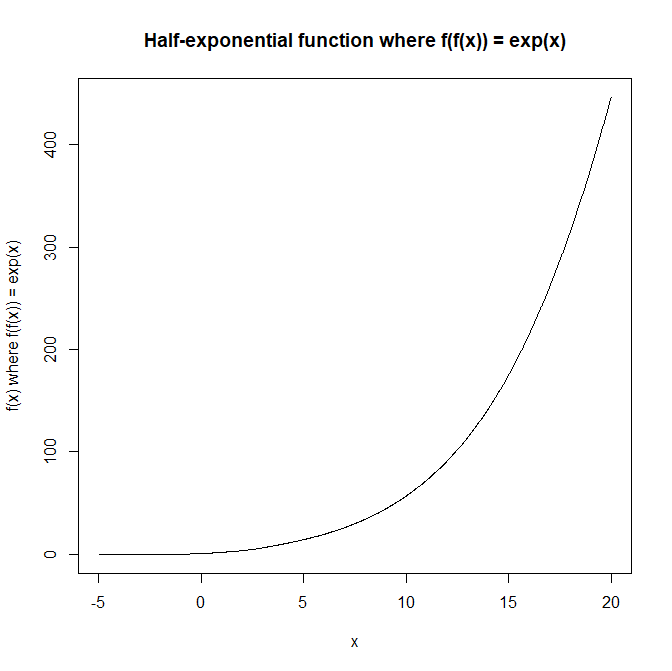
Exemple de fonction semi-exponentielle

Un exemple simple, qui conduit à {\displaystyle f} avec une dérivée continue partout, consiste à prendre {\displaystyle A={\tfrac {1}{2}}} et {\displaystyle g(x)=x+{\tfrac {1}{2}}}, donnant{\displaystyle f(x)={\begin{cases}\ln \left(\mathrm {e} ^{x}+{\tfrac {1}{2}}\right)&{\mbox{si }}x\leq -\ln 2,\\\mathrm {e} ^{x}-{\tfrac {1}{2}}&{\mbox{si }}{-\ln 2}\leq x\leq 0,\\x+{\tfrac {1}{2}}&{\mbox{si }}0\leq x\leq {\tfrac {1}{2}},\\\mathrm {e} ^{x-1/2}&{\mbox{si }}{\tfrac {1}{2}}\leq x\leq 1,\\x{\sqrt {\mathrm {e} }}&{\mbox{si }}1\leq x\leq {\sqrt {\mathrm {e} }},\\\mathrm {e} ^{x/{\sqrt {\mathrm {e} }}}&{\mbox{si }}{\sqrt {\mathrm {e} }}\leq x\leq \mathrm {e} ,\\x^{\sqrt {\mathrm {e} }}&{\mbox{si }}\mathrm {e} \leq x\leq \mathrm {e} ^{\sqrt {\mathrm {e} }},\\\mathrm {e} ^{x^{1/{\sqrt {\mathrm {e} }}}}&{\mbox{si }}\mathrm {e} ^{\sqrt {\mathrm {e} }}\leq x\leq \mathrm {e} ^{\mathrm {e} },\ldots \\\end{cases}}}

## Application
Les fonctions demi-exponentielles sont utilisées dans la théorie de la complexité informatique pour les taux de croissance « intermédiaires » entre polynôme et exponentiel.  Une fonction {\displaystyle f} croît au moins aussi vite qu'une fonction demi-exponentielle (sa composition avec elle-même croît de façon exponentielle) si elle est non décroissante et {\displaystyle f^{-1}(x^{C})=o(\log x)}, pour tout {\displaystyle C>0}.